# Bijela babljača
Bijela babljača (jagučasta babljača, tustočel, pleštiguzica, lat. Urospermum picroides), jedna od dviju vrsti glavočika iz roda babljača, iz porodice Asteraceae. Porijeklom je iz Euroazije, a unesena je u mnoge druge regije, uključujući Sjevernu i Južnu Ameriku, Australiju i južnu Afriku. Raste kao čest korov u narušenim staništima. Ova jednogodišnja biljka naraste od 30 do 50 centimetara. Obložen je dugim dlakama i čekinjama. Čekinjasti listovi su različitog oblika, često razdijeljeni na mnogo oštro nazubljenih režnjeva. Cvat nosi cvjetne glavice na debelim peteljkama. Glavica je duga 1 do 2 cm, a ispunjena je žutim zrakastim cvjetićima. Obavijen je s nekoliko šiljastih listova koji su prekriveni čekinjastim dlačicama. Plod je sjemenjak dugačak više od centimetra, a na vrhu mu je papus od čekinja.

## Vanjske poveznice
- Jepson Manual Treatment
- USDA Plants Profile
- Flora of North America
- New South Wales Flora
- Photo gallery